# Solanum hutchisonii
Solanum hutchisonii là loài thực vật có hoa trong họ Cà. Loài này được (J.F. Macbr.) Bohs mô tả khoa học đầu tiên năm 2001.